# Katharina Lanz

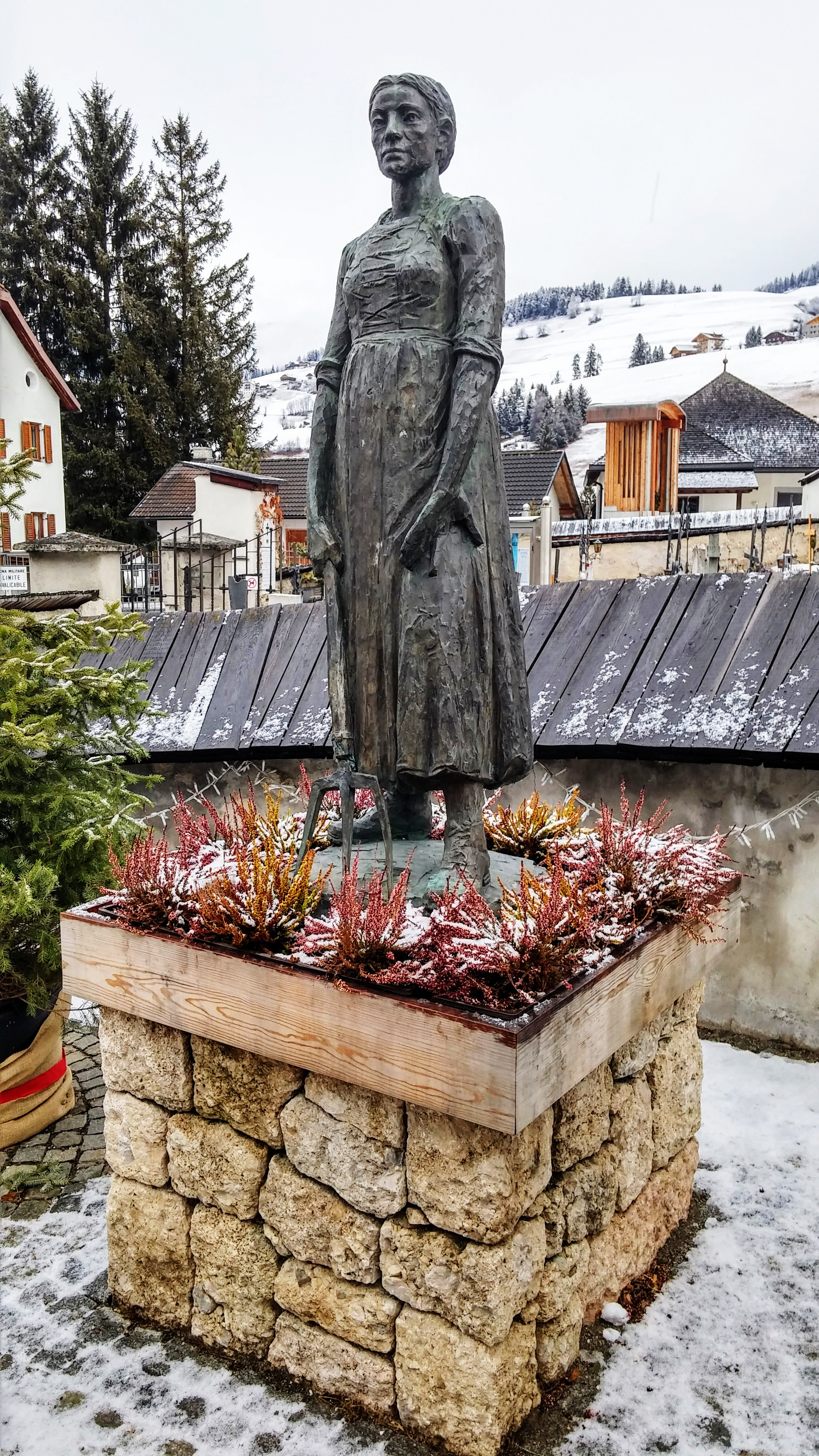
Monumento che raffigura Caterina Lanz a San Vigilio di Marebbe.

Katharina Lanz, anche nota come Caterina Lanz, fu una leggendaria eroina tirolese del XVIII secolo, tradizionalmente identificata con la ragazza di Spinga, e la cui reale esistenza storica o la cui effettiva partecipazione agli eventi è oggetto di discussione.

## Biografia
La versione tradizionale più comune che si riferisce a Katharina Lanz la descrive come nata a San Vigilio di Marebbe il 21 settembre 1771. Fu persona di umili origini e lavorò come domestica nel villaggio di Spinga, in seguito frazione del comune di Rio di Pusteria. Dopo lo scontro tra tirolesi e francesi del 2 aprile 1797 tornò al paese dove era nata. Sul finire del XIX secolo si ritenne che fosse lei la ragazza menzionata dall'avvocato Wörndle nella sua descrizione di quella battaglia ma sino al 1870 il suo nome non ebbe notorietà.
La Lanz in tempi successivi venne ricordata come una figura patriottica tirolese, talvolta descritta come la "Giovanna d'Arco del Tirolo". Della sua vita si sa poco, e le informazioni ci sono giunte rielaborate e forse inventate, scritte da chi intenzionalmente utilizzò la sua e altre figure simili per trasformarle in eroi locali con l'invenzione della tradizione. Resta tuttavia importante anche l'aspetto della valutazione della figura femminile in quel periodo storico, e la Lanz fu affiancata a Giuseppina Negrelli, Therese von Sternbach e Anna von Menz.

## Presenza nella tradizione locale

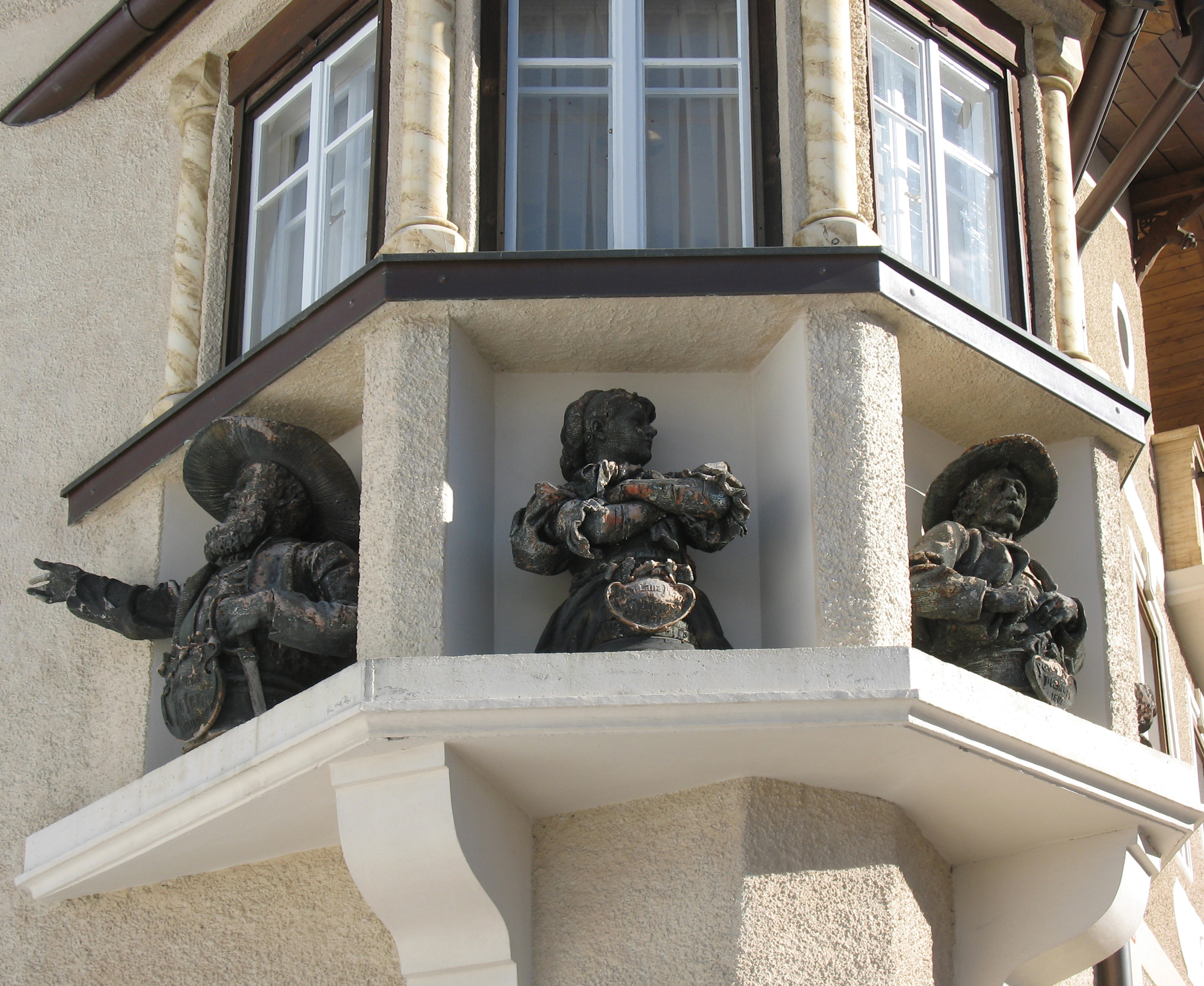
Statue che raffigurano Andreas Hofer, Katharina Lanz e Josef Speckbacher su una casa di Ortisei.

Nella chiesa parrocchiale di San Ruperto, a Spinga, una vetrata la ritrae mentre si oppone agli invasori francesi, armata di forcone. La didascalia recita: 
(autore ignoto)
Nel 1924 Felix Nabor (pseudonimo di Karl Allmendinger), scrisse un romanzo sulla vita della Lanz,  nel quale la giovane viene ritratta secondo gli stereotipi dell'eroina e diventa una sorta di santa laica che trascorre il suo tempo libero in chiesa. Alla notizia che Napoleone minaccia di invadere la "Sacra Terra del Tirolo" decise di far voto di castità.

## Riconoscimenti
La scuola pubblica secondaria di primo grado a Rio di Pusteria porta il suo nome.
Le è intitolata l'associazione Schützen di Livinallongo del Col di Lana.
Nella zona dove visse vengono organizzati percorsi che avrebbero visto le sue gesta.
A San Vigilio di Marebbe ed a Rio di Pusteria una via porta il suo nome.